# Erkki Itkonen

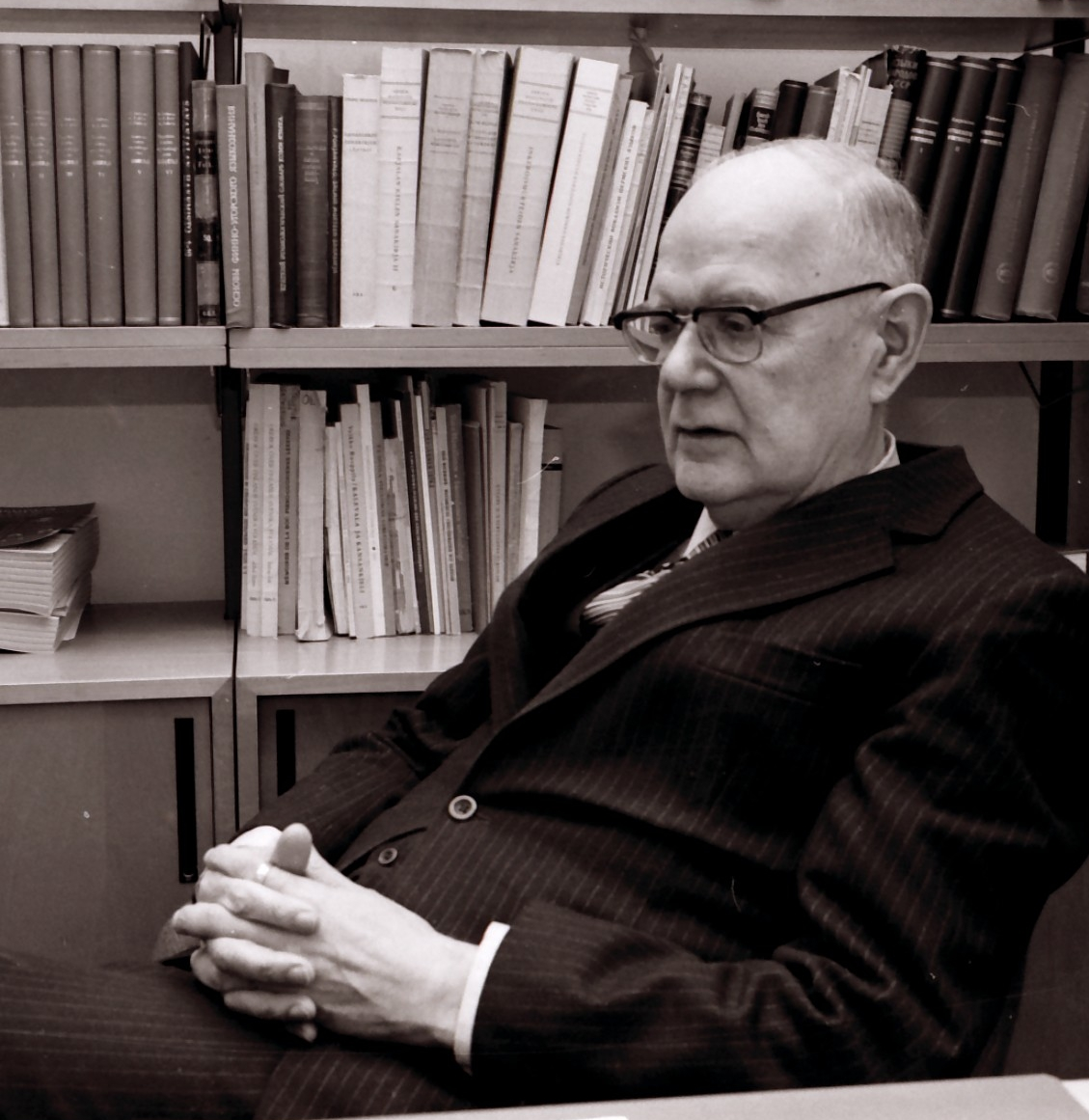
Erkki Itkonen

Erkki Esaias Itkonen, född 26 april 1913 i Enare, död 28 maj 1992 i Helsingfors, var en finländsk språkvetare, filolog, professor i finsk-ugrisk språkvetenskap vid Helsingfors universitet 1950-56. Han var medlem i Finlands Akademi från 1964 och bror till Toivo Itkonen.